# Morphisme de type fini
En géométrie algébrique, un morphisme de type fini peut être pensé comme une famille de variétés algébriques paramétrée par un schéma de base. C'est un des types de morphismes les plus couramment étudiés.

## Définition
Soit {\displaystyle f:X\to Y} un morphisme de schémas. On dit que {\displaystyle f} est de type fini si pour tout ouvert affine {\displaystyle V} de {\displaystyle Y}, {\displaystyle f^{-1}(V)} est quasi-compact (i.e. réunion finie d'ouverts affines) et que pour tout ouvert affine {\displaystyle U} contenu dans {\displaystyle f^{-1}(V)}, le morphisme canonique {\displaystyle O_{Y}(V)\to O_{X}(U)} est de type fini.
On montre que cette propriété est équivalente à la suivante qui est plus facilement vérifiable : il existe un recouvrement de {\displaystyle Y} par des ouverts affines {\displaystyle V_{i}} tels que chaque {\displaystyle f^{-1}(V_{i})} soit la réunion d'un nombre fini d'ouverts affines {\displaystyle U_{ij}} avec {\displaystyle O_{Y}(V_{i})\to O_{X}(U_{ij})} de type fini.
On dira aussi que {\displaystyle X} est un schéma de type fini sur {\displaystyle Y}. Lorsque {\displaystyle Y=\mathrm {Spec} A}, on dit aussi que {\displaystyle X} est de type fini sur {\displaystyle A}.
Exemples
- Si {\displaystyle A\to B} est un morphisme d'anneaux de type fini, alors le morphisme de schémas associé {\displaystyle \mathrm {Spec} B\to \mathrm {SpecA} } est de type fini. En particulier, si {\displaystyle A=k} est un corps et {\displaystyle B} une algèbre de type fini sur {\displaystyle A}, alors {\displaystyle \mathrm {SpecB} } est une variété algébrique sur {\displaystyle k}.

- Un espace projectif {\displaystyle {\mathbb {P} }_{A}^{n}} est de type fini sur {\displaystyle A}.

## Lien avec les variétés algébriques
On fixe un corps {\displaystyle k}.
Soit {\displaystyle X} un schéma de type fini sur {\displaystyle k}. Soit {\displaystyle X^{0}} le sous-ensemble des points fermés de {\displaystyle X}, muni de la topologie induite par celle de {\displaystyle X} et on note {\displaystyle i:X^{0}\to X} l'inclusion canonique. Alors le couple {\displaystyle (X^{0},i^{-1}O_{X})} est un espace localement annelé isomorphe à une variété algébrique.
Ce procédé définit un foncteur de la catégorie des schémas de type fini sur {\displaystyle k} vers la catégorie des variétés algébriques sur {\displaystyle k}. On montre que ce foncteur est une équivalence de catégories. Ainsi, les points de vue schémas de type de fini et variétés algébriques sont essentiellement équivalentes.

## Propriétés
- Une immersion fermée est un morphisme de type fini.

- Une immersion ouverte dans un schéma noethérien est de type fini.

- La composition de morphismes de type fini est de type fini.

- Si {\displaystyle X\to Z} et {\displaystyle Y\to Z} sont de type fini, alors le produit fibré {\displaystyle X\times _{Z}Y\to Z} est de type fini.

- Si {\displaystyle X\to Y} est de type fini et si {\displaystyle Z\to Y} est un morphisme de schémas, alors le changement de base {\displaystyle X\times _{Y}Z\to Z} est de type fini.

- En particulier, pour tout point {\displaystyle y\in Y}, la fibre {\displaystyle X_{y}=X\times _{Y}\mathrm {Spec} k(y)} est de type fini sur le corps résiduel {\displaystyle k(y)}, c'est donc une variété algébrique sur {\displaystyle k(y)}. Ainsi {\displaystyle X\to Y} peut être vu comme la famille des variétés algébriques {\displaystyle X_{y}} paramétrée par les points de {\displaystyle Y}, et sur des corps de base éventuellement variables.

- Si {\displaystyle f:X\to Y} est un morphisme de {\displaystyle S}-schémas de type fini, alors {\displaystyle f} lui-même est de type fini. En particulier, un morphisme entre deux variétés algébriques est automatiquement de type fini.

Si on considère {\displaystyle \mathrm {Spec} (\mathbb {Z} [T])\to \mathrm {Spec} \mathbb {Z} }, les fibres sont les droites affines {\displaystyle \mathbb {A} _{\mathbb {Q} }^{1}} (fibre au-dessus du point correspondant à l'idéal nul de {\displaystyle \mathbb {Z} }) et les {\displaystyle \mathbb {A} _{{\mathbb {F} }_{p}}^{1}} (fibre au-dessus du point correspondant à l'idéal maximal {\displaystyle p\mathbb {Z} } de {\displaystyle \mathbb {Z} }) pour les nombres premiers {\displaystyle p}. En quelque sorte
{\displaystyle \mathrm {Spec} (\mathbb {Z} [T])} encode les droites affines sur tous les corps premiers.